# Закон о дејству маса
Закон о дејству маса (Гулдберг-Вагеов закон) је један од основних закона хемијске кинетике. По њему је брзина хемијске реакције управо сразмерна производу концентрација реагујућих супстанци. Формулисали су га 1867. године норвешки научници Като Максимилијан Гулдберг и Петар Ваге. 
Прецизније говорећи, то значи следеће. Да би дошло до реакције два реактанта морају да се сударе, односно да се приближе на веома мало растојање. Вероватноћа да ће се оба реактанта (мада може да их буде и више) налазити у једном малом делу простора једнака је производу појединачних вероватноћа налажења сваког од њих у том делу простора.
Будући да концентрација (мада дефиниција може да варира од контекста, првобитна дефиниција говорила је о сразмерности брзине са активним масама) представља број честица у одређеном делу простора (запремини), што је концентрација већа, то ће се већи број честица налазити у датој запремини па ће самим тим и вероватноћа њиховог додира бити већа.
Дакле, са повећањем концентрација реагујућих супстанци повећава се и брзина реакције.

## Пример
На једноставном примеру то би изгледало овако:
{\displaystyle A+B\rightarrow C}
{\displaystyle V=k\times [A]\times [B]}
где је:
{\displaystyle V} - брзина хемијске реакције
{\displaystyle k} - коефицијент пропорционалности
{\displaystyle [A],[B]} - концентрације реактаната A и B

Будући да су коефицијенти испред реактаната ретко 1, општији случај би био:
{\displaystyle mA+nB\rightarrow pC}
{\displaystyle V=k\times [A]^{m}\times [B]^{n}}

Најуопштеније говорећи и примењено на повратну реакцију:
{\displaystyle mA+nB\leftrightarrow pC+qD}
Брзина реакција удесно ће бити: {\displaystyle k_{AB}\times [A]^{m}\times [B]^{n}} а улево {\displaystyle k_{CD}\times [C]^{p}\times [D]^{q}}.
Будући да код повратних реакција долази до успостављања хемијске равнотеже брзина директне и повратне реакције морају бити исте по успостављању равнотеже:
{\displaystyle k_{AB}\times [A]_{r}^{m}\times [B]_{r}^{n}=k_{CD}\times [C]_{r}^{p}\times [D]_{r}^{q}}
Одатле се може добити константа равнотеже K:
{\displaystyle K={\frac {[C]_{r}^{p}[D]_{r}^{q}}{[A]_{r}^{m}[B]_{r}^{n}}}={\frac {k_{AB}}{k_{CD}}}}
Индекс []r означава да се у последњој једначини ради о равнотежним концентрацијама наспрам произвољних концентрација које фигуришу у претходним изразима. Дакле, у посматраном систему концентрације реактаната/продуката могу да се мењају произвољно при чему реакција може да тече у једном или другом смеру због чега долази до промена концентрације и реактаната и продуката. Међутим, у равнотежи, реакције се одвијају у оба смера истом брзином те се отуда концентрације ни реактаната ни продуката НЕ мењају. равнотежа може да се постигне при различитим концентрацијама реактаната/продуката али уз услов који поставља последња једначина.
Константа равнотеже не зависи од концентрације реактаната/продуката али зависи од температуре. Преко константе равнотеже могу се израчунати равнотежне концентрације супстанци укључених у реакцију а из њене температурске зависности промена слободне енергије у току реакције. 
Закон о дејству маса се може дефинисати и преко маса реагујућих супстанци међутим, то није од већег практичног значаја.
Важно је и напоменути да је концентрација само један од фактора који утичу на брзину хемијске реакције. Остали су температура, притисак, присуство катализатора.